# Chen Pomeranz
Chen Pomeranz (hebr. חן פומרנץ) (ur. 28 maja 1984 w Ramat ha-Szaron) – izraelski piłkarz ręczny, reprezentant kraju. Obecnie występuje w Bundeslidze, w drużynie HSG Ahlen-Hamm na pozycji rozgrywającego.